# Techdirt
Techdirtはデジタル革命において、技術が直面している法的問題とそれに関連するビジネスと経済政策に関するブログ。特に知的財産権、特許、情報プライバシー、著作権改革に注力している。

## 概要
1997年にマイク・マズニックによって創設され、当時はウェブログソフトウェアであるSlashを使用した。Techblogの内容は読者の投稿と編集スタッフの選択に基づく。TechdirtのウェブサイトはMySQL、Apache、PHPを使用しており、ActionWebでホストされる。
TechdirtではFavorite Techdirt Posts of the Weekというゲスト編集者の欄が設けられており、政治や文化業界の有名人が寄稿した。例としてはオランダの欧州議会議員マリーチェ・シャーケ、オレゴン州上院議員ロン・ワイデン、作家のグリン・ムーディがいる。

## 評価と影響
ストライサンド効果という用語はTechdirtの創設者マイク・マズニックが2005年1月にTechdirtではじめて用いた語彙である。
2003年、フォーブス誌はTechdirtを「最高の技術ブログ」の1つとした。2006年、ブルームバーグ ビジネスウィークはTechdirtの「現在進行中の技術問題に対する鋭く、力強い分析」を賞賛した。2007年にはウェビー賞の「ウェブブログ - ビジネス」部門にノミネートされた。2008年、PC Magazine誌のお気に入りブログの1つに指名された。2015年、サイト上の広告の除去を許可したとして賞賛された。
2009年、イングランドの歌手リリー・アレンは音楽の海賊版を批判するブログを作成したが、その作成にあたってTechdirtから記事1本を丸ごと盗作した。その後の論戦でアレンの著作権侵害への扱いが偽善的であると露見、アレンはブログ閉鎖に追い込まれた。
ネットワーク中立性とインターネット自由を支持する法律家マーヴィン・アンモリはTechdirtが2011年のオンライン海賊行為防止法案（SOPA）論争で果たした役割について「わたしはTechdirtよりも大衆にSOPAに関する教育に尽力した者を知らない」と称賛した。

## シヴァ・アヤドゥライとの訴訟
2017年1月、シヴァ・アヤドゥライはTechdirtがアヤドゥライの電子メールを発明したとする主張を批判した記事を数本発表したことを受けて、Techdirtが自身を中傷したとして提訴した。Techdirtは戦うつもりであることを表明、「修正第1条が命をかけて戦う」と形容した。同年9月6日、アヤドゥライの主張が裁判所に却下された。その後、Techdirtとアヤドゥライが控訴し、2019年5月17日に慰謝料なしの和解案が成立した。